# Attock
Attock (Panjabi (Shahmukhi) und Urdu اٹک) ist eine Stadt im Punjab, Pakistan.

## Geschichte
Die Stadt wurde zu Ehren von Sir Colin Campbell 1908 in Campbellpur benannt. Die Umbenennung zu Attock erfolgte 1978. Attock liegt 80 km von Rawalpindi und 100 km von Peschawar.  Attock liegt in einer historisch bedeutsamen Region. Gandhara war früher ein Königreich, das bis zum Swat Valley reichte. Attock ist von politischer und wirtschaftlicher Bedeutung, denn Attock verfügt über  Militär- und Handelsrouten, die bis zum Khyber-Pass in Afghanistan reichen. Alexander der Große, Timur und Nader Schah durchquerten den Indus beziehungsweise während der jeweiligen Invasionen Indiens. Das Attock Fort wurde 1503 unter der Leitung von Khawaja Shahabuddin fertiggestellt. In Attock fand 1758 die Schlacht von Attock statt. Die Schlacht wurde zwischen dem Marathenreich und dem Durrani-Reich geführt. Die Marathen gewannen die Schlacht und besetzten Attock. Die Marathen besiegten die Durranis in der Schlacht von Peschawar und besetzten die Stadt. Die Marathen erreichten nun die afghanische Grenze. Attock wurde durch den Nawab von Punjab und anschließend wieder von den Durranis besetzt. Das Reich der Sikh besetzte Attock nach Ende des Mogulreich. Die Sikhs gewährten den Muslimen Religionsfreiheit. Die Sikhs besetzten 1813 unter der Herrschaft von Ranjit Singh das Attock Fort. Attock wurde 1908 durch Sir Colin Campbell und dem Campbell Distrikt gegründet. Attock Khurd wurde 1849 durch die British East India Company besetzt. Attock Khurd wurde im 16. Jahrhundert in der Nähe des Attock Forts gegründet. Der Indische Aufstand von 1857 führte dazu, dass die Briten die Region um Attock wertschätzten. Die Briten gründeten dort das Campbell Cantonment 1857. Das Campbellpore Distrikt wurde 1904 gegründet. Die erste Öllochbohrung fand 1915 statt. Sikhs und Hindus emigrierten nach der Unabhängigkeit Pakistans nach Indien. Muslime aus Indien emigrierten nach Attock.

## Bildung
Die Qualität der Bildung im Attock Distrikt ist nach einem Ranking der Alif Ailaan Pakistan District Education Rankings 2014 führend in 146 Distrikten.  Attock verfügt über Schulen, Universitäten und wissenschaftlichen Institute. Die pakistanische Armee betreibt in Attock mehrere Bildungseinrichtungen.

## Persönlichkeiten
- Ali Khan (* 1990), Cricketspieler
- Haider Ali (* 2001), Cricketspieler